# Misquamicut (Rhode Island)
Misquamicut es un lugar designado por el censo (en inglés, census-designated place, CDP) del condado de Washington, Rhode Island, Estados Unidos. Según el censo de 2020, tiene una población de 434 habitantes.
Es parte del municipio de Westerly.

## Geografía
Está ubicado en las coordenadas 41°19′12″N 71°49′37″O / 41.32000, -71.82694 (41.320087, -71.827067).